# Igreja Metodista Livre
A Igreja Metodista Livre, em inglês Free Methodist Church, é uma denominação evangélica histórica, de herança metodista e influenciada pelo Movimento de Santidade ocorrido nos EUA no século XIX. Sua membresia mundial é estimada em mais de 1 milhão e 200 mil pessoas.  No Brasil, a denominação tinha, em 2017, um total de 9.802 membros, sendo 7.347 membros na Conferência Geral e 2.455 membros no Conselho Nikkei.

## História

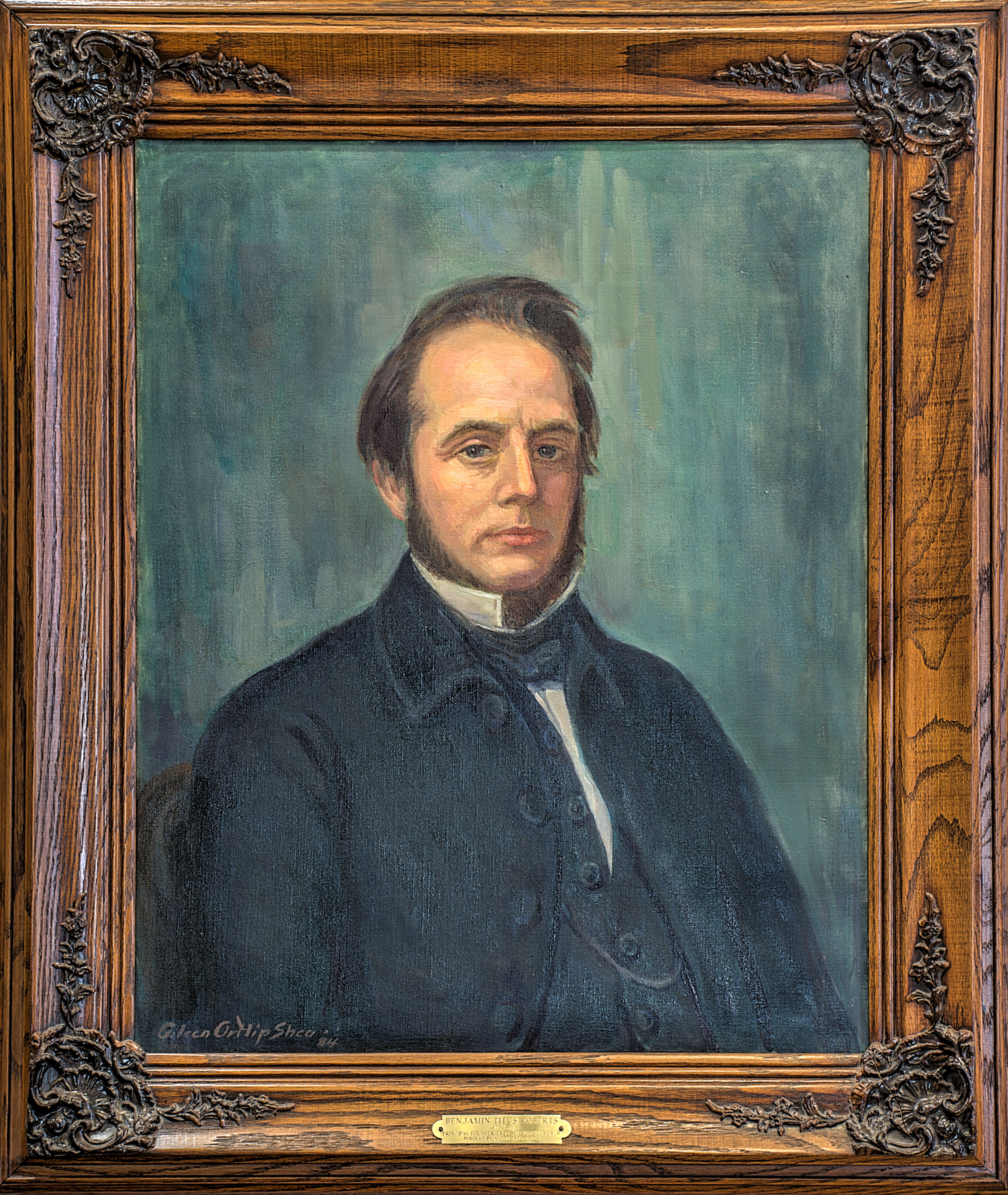
Benjamin Titus Roberts, fundador da Igreja Metodista Livre

A Igreja Metodista Livre foi organizada em Pekin, Condado de Niagara, Nova Iorque, em 23 de agosto de 1860, por ex-membros expulsos da Igreja Metodista Episcopal americana, por clamarem por um retorno ao metodismo primitivo. O Reverendo Benjamin Titus Roberts foi o principal líder na organização da igreja e seu primeiro bispo.
Os Metodistas Livres defendiam que a igreja deveria ser "Livre":
- Dos assentos alugados nos templos;
- Da escravidão ou de qualquer outra forma de injustiça e segregação étnica;
- De vínculo com sociedades secretas;
- Do domínio episcopal, passando a ter a participação dos leigos na administração espiritual e material da igreja;
- Do pecado original, com a ênfase na santidade e na doutrina da inteira santificação;
- Da rígida liturgia dos cultos, para ser guiada e usada pelo Espírito Santo.

Apenas meio século depois da expulsão, a Igreja Metodista Episcopal reconheceu que a expulsão era injusta e devolveu as credenciais pastorais de Roberts e outros pregadores e desculpou-se publicamente ao Reverendo Benson Roberts, filho de B. T. Roberts.
O governo Metodista Livre é episcopal, mas com modificações. O bispo não é eleito por seus pares, e sim em uma assembleia de clérigos e leigos e depois ratificado no Concílio (ou Conferência) Geral. As Igrejas Metodistas Livre se organizam em Concílios (ou Conferências), cuja área é geográfica, ainda que existam concílios étnicos. A reunião anual é denominado de Concílio Anual, com os delegados de cada igreja. Todos os Concílios são subordinados a um Concílio Geral, com reunião a cada quatro anos. Estes por sua vez se sujeitam ao Concílio Mundial.
Em 1999, a Free Methodist World Fellowship fundiu-se com o Free Methodist Constitutional Council para formar a Free Methodist World Conference (FMWC). A Conferência Mundial tem sido realizada em diversas partes do mundo: Harare, Zimbábue (2003); São Paulo, Brasil (2007); e Bujumbura, Burundi (2011). Na Conferência de 2019, em Orlando, Flórida, foi eleita a primeira mulher bispo. Atualmente, os três bispos da FCMUSA são Matt Whitehead (bispo líder), Linda Adams e Keith Cowart, os quais dividem a responsabilidade pelos Estados Unidos e supervisionam as igrejas nos outros continentes.
Dentre seus ministérios e organizações, a FMCUSA mantém:
- a Free Methodist Foundation, administrando fundos e doações para apoiar os ministérios da FMC;
- a Free Methodist World Missions;
- a revista Light and Life Magazine, nascida em 1868;
- a Association of Free Methodist Educational Institutions (AFMEI), instituições de ensino superior em relação com a FMC: Central Christian College of Kansas, em McPherson; a Greenville University, em Greenville; a Roberts Wesleyan College em Rochester; a Seattle Pacific University, em Seattle; a Spring Arbor University, em Spring Arbor; e a Azusa Pacific University, em Azusa;
- a John Wesley Seminary Foundation, apoio a alunos em seis seminários, incluindo o Seminário Teológico de Asbury;
- o Free Methodist Chaplain Ministry;
- a Association of Human Services Ministries;
- o International Child Care Ministries (ICCM), uma iniciativa de patrocínio infantil;
- The Marston Memorial Historical Center and Free Methodist Archive.

A FMC está conectada com outros corpos metodistas, como o Concílio Metodista Mundial, e evangélicos, como a National Association of Evangelicals.
No relatório sobre o ano de 2018, segundo a FMCUSA, 107.050 pessoas participaram de seus cultos; sua membresia era formada por 65.998 membros leigos, 2.355 anciãos e 87 diáconos, totalizando 68.440 pessoas. A nível global, a denominação está presente em mais de 80 nações de todos os continentes, com igrejas, igrejas em formação e missionários. Em 2020, a denominação reportava 856 igrejas americanas, com 68.356 membros, 91.820 participantes, e 1.200.797 na associação global.
A denominação se espalhou por diversas regiões do mundo. O primeiro missionário ao Japão foi um imigrante japonês enviado na década de 1880 e a igreja é estabelecida em 1895. A partir do Japão, tem início o trabalho Metodista Livre no Brasil.

## Igreja Metodista Livre no Brasil
A Igreja Metodista Livre no Brasil (IMeL) foi fundada através do Missionário Massayoshi "Daniel" Nishizumi, nascido em Osaka e adotado por uma família de missionários norte americanos. Nishizumi converteu-se, batizou-se e formou-se no Seminário de Osaka em 1928. No mesmo ano, ao conhecer a emigração japonesa ao Brasil, sente o desejo de evangelizá-los; então Nishizumi e mais dois irmãos viajam para o Brasil.
O primeiro culto constituindo a Igreja Metodista Livre no Brasil foi realizado pelo Pastor Daniel Nishizumi, no bairro da Liberdade, em São Paulo, no dia 1 de novembro de 1936. Nos primeiros anos, o crescimento da igreja acontece entre imigrantes japoneses e seus descendentes. Em 1946, após a vinda dos primeiros missionários americanos e a ajuda de dois brasileiros, provenientes da Igreja Holiness, inicia-se a Igreja Metodista Livre entre os brasileiros. Nishizumi filiou-se ao Concílio Geral da Igreja nos EUA.
Em 1954 foi organizado o Concílio Provisional da América do Sul, subordinado à Junta de Missões do Concílio Geral dos EUA, formado pelas alas japonesa, brasileira e as missões no Paraguai. Dois anos depois foi fundado o Seminário Teológico Metodista Livre. Em 1964 o Concílio Provisional é elevado à Concílio Anual Sul-Americano, e dois anos depois, com a aprovação do superintendente do Concílio Geral dos EUA, foram organizados o Concílio Nikkei, o Concílio Anual Paulista (Brasileiro) e o Concílio Provisional Paraguaio.
Após a independência dos concílios e sua reestruturação, a ala japonesa sofre uma separação, com membros se juntando às Assembleias de Deus e formando a Assembleia de Deus Nipo Brasileira (ADNIPO). Com a diminuição dos Issei, primeira geração de japoneses, a língua japonesa deixa de ser a principal da igreja. Apenas em 1985 o primeiro Nissei foi eleito para a superintendência do Concílio Nikkei. Após a "Declaração de Missão da Igreja Metodista Livre - Concílio Nikkei", a denominação começa a investir no trabalho missionário no exterior, principalmente entre os Decasséguis brasileiros.
Somos uma Igreja Brasileira, de origem japonesa. Reconhecemos com apreço nossa origem étnica e histórica, que entendemos ser dádiva do Senhor. A partir dessa consciência, somos responsáveis para com o povo nikkei, para com a nação que adotamos (Brasil) e, por extensão, para com a visão de alcançar todos os povos com o Evangelho de Jesus Cristo. (Declaração de Missão da Igreja Metodista Livre - Concílio Nikkei, aprovada em 1995.)  
Enquanto o Concílio Nikkei permanece ligado ao Concílio Geral norte-americano, o Concílio Brasileiro estabeleceu o Concílio Geral Brasileiro, ratificado no Concílio Mundial de 2007.
Atualmente, a IMeL é formado por dois concílios: o Concílio Geral Brasileiro e o Concílio Nikkei. O Concílio Geral Brasileiro tem 85 pastores, 29 candidatos ao ministério, 36 ministros leigos, 48 igrejas, 24 congregações, 25 pontos de pregação, 7.635 membros, uma creche-escola, uma escola de educação infantil para crianças carentes, uma escola de ensino fundamental e uma associação beneficente. Em 2018, seu superintendente era o Bispo Ildo Melo.
O Concílio Nikkei é voltado aos imigrantes japoneses e seus descendentes. É composto por 25 pastores, 10 candidatos ao ministério, 17 igrejas, 5 pontos de pregação, 6 campos missionários, 2.033 membros, duas escolas de educação fundamental, e uma escola de educação infantil para crianças carentes. Em 2018, o superintendente era o Pastor Daniel Seiji Abe.
Juntas, as duas alas mantém a Faculdade de Teologia Metodista Livre, em São Paulo. Estão presentes em São Paulo, Rio de Janeiro, Minas Gerais, Espírito Santo, Bahia, Pernambuco, Paraíba, Mato Grosso, Mato Grosso do Sul, Goiás, Paraná, Rondônia e Distrito Federal. Mantém missionários na Floresta Amazônica, Venezuela, Paraguai, Argentina, Estados Unidos, Portugal e Japão. O Concílio Brasileiro supervisiona o distrito missionário em Angola.